# Новотроицкое (Еврейская автономная область)
Новотро́ицкое — село в Ленинском районе Еврейской автономной области, входит в Биджанское сельское поселение.

## География
Село Новотроицкое стоит на левом берегу реки Биджан.
Село Новотроицкое расположено в 35 км к северу от административного центра сельского поселения села Биджан.
Дорога к селу Новотроицкое идёт от Биджана через Преображеновку.

## Население
| 1917 | 1992 | 2002 | 2010 |
| ---- | ---- | ---- | ---- |
| 97   | ↗554 | ↘381 | ↘279 |

## Инфраструктура
- Сельскохозяйственные предприятия Ленинского района.